# Trubadurlyrik
Trubadurlyrik är en typ av sång och lyrik som förekom under medeltiden, framför allt högmedeltiden, och framfördes av trubadurer. De är antingen hyllningar till stora krigare eller till högättade damers skönhet.